# داک

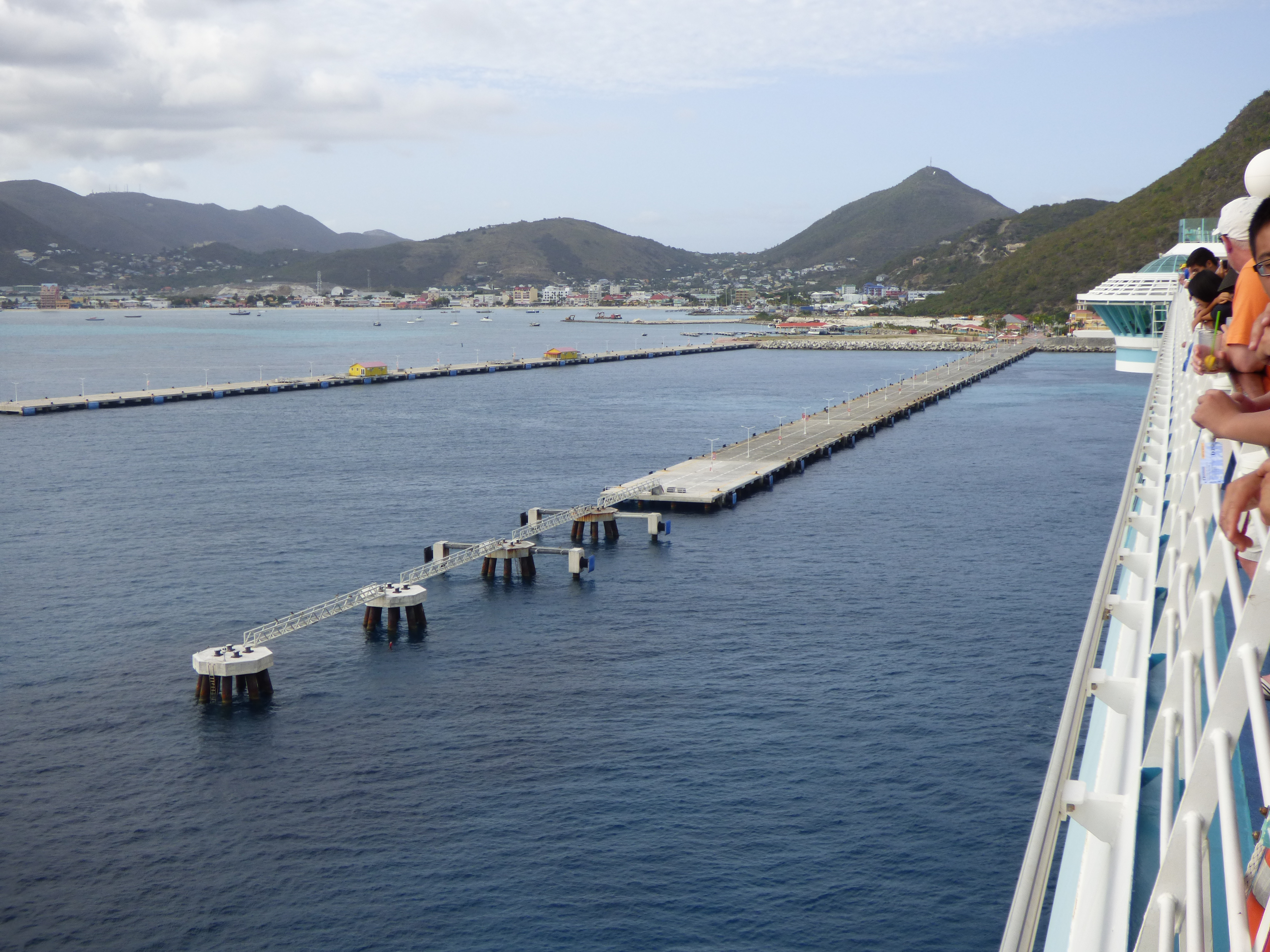
داک کشتی‌های کروز در سنت مارتن، کارائیب

داک (انگلیسی: Dock) یا پهلوگیر در انگلیسی آمریکایی به یک یا گروهی از سازه‌های ساخته دست بشر اشاره دارد که در جابجایی قایق‌ها یا کشتی‌ها (معمولاً در ساحل یا نزدیک آن) نقش دارند. در انگلیسی بریتانیایی، این اصطلاح به همان شیوه انگلیسی آمریکایی استفاده نمی‌شود؛ بلکه به معنای منطقه‌ای از آب است که در کنار یا اطراف اسکله یا بارانداز قرار دارد. معنای دقیق داک در بین گونه‌های مختلف زبان انگلیسی متفاوت است.
«داک» همچنین ممکن است به یک کارخانه کشتی‌سازی اشاره داشته باشد که در آن بارگیری، تخلیه بار، ساخت یا تعمیر کشتی‌ها انجام می‌شود.
اولین داک‌های شناخته شده، آنهایی بودند که در وادی الجرف، بندرگاه باستانی مصر متعلق به فرعون خوفو، کشف شدند که قدمت آنها به حدود ۲۵۰۰ سال قبل از میلاد مسیح می‌رسد و در ساحل دریای سرخ قرار دارد. باستان‌شناسان همچنین لنگرها و کوزه‌های انبار را در نزدیکی این مکان کشف کردند.
اسکله‌ای از لوتال در هند مربوط به ۲۴۰۰ سال قبل از میلاد مسیح است و برای جلوگیری از رسوب گل و لای، دور از جریان اصلی قرار گرفته بود. اقیانوس‌شناسان مدرن مشاهده کرده‌اند که تمدن دره سند باستان باید دانش زیادی در مورد جزر و مد داشته باشند تا چنین اسکله‌ای را در مسیر همیشه در حال تغییر سابارماتی، هیدروگرافی و مهندسی دریایی نمونه‌ای ساخته باشند. این اولین داک شناخته شده در جهان است که برای پهلوگیری و خدمات‌رسانی به کشتی‌ها مجهز شده است.
گمان می‌رود که مهندسان لوتال حرکات جزر و مدی و تأثیرات آنها بر سازه‌های آجری را مطالعه کرده‌اند، زیرا دیوارها از آجرهای پخته شده در کوره هستند. این دانش همچنین آنها را قادر ساخت تا در وهله اول مکان لوتال را انتخاب کنند، زیرا خلیج خامبات بالاترین دامنه جزر و مد را دارد و کشتی‌ها می‌توانند از طریق جزر و مد جریان در مصب رودخانه عبور کنند. مهندسان یک سازه ذوزنقه‌ای ساختند که بازوهای شمالی-جنوبی آن به‌طور متوسط ۲۱٫۸ متر (۷۱٫۵ فوت) و بازوهای شرقی-غربی آن ۳۷ متر (۱۲۱ فوت) طول دارند.